# Bon Voyage (EP de YooA)
Bon Voyage é o extended play (EP) de debut da cantora sul-coreana YooA do girl group Oh My Girl. Foi lançado pela WM Entertainment em 7 de setembro de 2020. O álbum consiste em cinco canções, incluindo a faixa-título de mesmo nome.

## Histórico e lançamento
Em 25 de agosto, Newsen relatou que YooA estava se preparando para lançar um álbum solo em setembro. Em resposta ao relatório, a WM Entertainment confirmou que YooA fará oficialmente sua estreia solo com o lançamento de um mini-álbum em 7 de setembro. Em 28 de agosto, YooA compartilhou um primeiro olhar de sua estreia solo no YouTube através de um trailer de abertura intitulado "Bon Voyage".
Uma imagem da capa e uma prévia do mini-álbum foram lançadas em 1º de setembro. A lista de faixas do mini-álbum Bon Voyage foi revelada em 3 de setembro. O mini-álbum inclui a faixa-título de mesmo nome com cinco canções.
Em 7 de setembro, o mini-álbum foi lançado, e um videoclipe para a faixa-título de mesmo nome foi lançado junto com ele. YooA também realizou um showcase online para comemorar o lançamento de seu primeiro mini-álbum.

## Promoções
YooA promoveu o mini-álbum se apresentando em vários programas musicais, incluindo Show! Music Core, Inkigayo, The Show, M Countdown, e Music Bank .

## Lista de músicas
| N.º            | Título         | Arrangement                                              | Duração |  |
| 1.             | "Bon Voyage"   | AFSHEEN Josh Cumbee Ryan S. Jhun                         |         |  |
| 2.             | "Far"          | Ryan S. Jhun Dennis DeKo Kordnejad Dennis DeKo Kordnejad |         |  |
| 3.             | "Diver"        | Adam Kapit                                               |         |  |
| 4.             | "Abracadabra"  | Ryan S. Jhun Lukas Hällgren Jon Hällgren                 |         |  |
| 5.             | "End Of Story" | Joo Hyoung Lee (MonoTree)                                |         |  |
| Duração total: | Duração total: | Duração total:                                           | 17:46   |  |

## Gráficos
| Gráfico (2020)               | Melhor Posição |
| ---------------------------- | -------------- |
| Álbuns sul-coreanos ( Gaon ) | 3              |

## Elogios

### Prêmios do programa de música
| Programa | Data                   | Ref. |
| -------- | ---------------------- | ---- |
| The Show | 15 de setembro de 2020 | .    |